# Campedello (Ferrara di Monte Baldo)
Campedello (noto anche come Campedel, il cui significato è "piccolo campo") è una delle sette contrade appartenenti al comune di Ferrara di Monte Baldo (provincia di Verona) e quella con il minor numero di residenti, ovvero quattro.

## Geografia fisica

### Territorio
Campedello è un insediamento medievale che si trova lungo la strada Cavallara, dove ci sono abitazioni e stalle risalenti al ‘700 e ‘800. La contrada è collocata a 1074 metri sopra il livello del mare, rappresentando l'insediamento abitativo permanente più elevato del suo comune di appartenenza. Rappresenta anche uno degli insediamenti più elevati del Monte Baldo orientale. Qui l'altitudine massima degli insediamenti permanenti, nei secoli non ha superato mai i 1200 metri; sopra a tale soglia si trovano solo insediamenti di tipo temporaneo nei pascoli degli alpegi dove si ha la transumanza di bovini.

## Storia
Di Campedello, come per altre malghe o contrade che si situano ad elevate altitudini, si possiedono scarse o nulle testimonianze antiche. La causa di questo si può riscontrare nella loro collocazione marginale che le rendevano poco accoglienti e accessibili.
Quello che sappiamo è che inizialmente nasce come stazione di sosta per i pastori che portavano a pascolare greggi di bovini e di ovini, ma anche per i boscaioli che lavoravano nei boschi limitrofi. Tale situazione permane invariata fino a quando non si decide di farne un insediamento stabile e permanente.
Si sviluppa, quindi, con strutture legate alle necessità laboratoriali degli allevatori, principalmente per coloro che pascolavano pecore. Le prime strutture che iniziano a svilupparsi nella zona sono principalmente ampi covili funzionali al riparo del bestiame. Le abitazioni dei pastori erano, invece, collocate affiancate l'una all'altra (come le odierne case a schiera).
Inizialmente i suoi abitanti, in quanto pastori, facevano vivere il loro insediamento utilizzando quasi esclusivamente le risorse del territorio; facendo della contrada più alta di Ferrara una delle uniche comunità ad utilizzare interamente le risorse montane di cui disponeva.
La struttura architettonica della Contrada ci indica che ha iniziato a diventare permanentemente abitata tra il Quattrocento ed il Cinquecento. Nei secoli successivi, più precisamente tra il XVI ed il XVIII secolo, si assiste all'espansione delle aree coltivate e alla costruzione di case sparse (soprattutto nel corso dei decessi successivi). L'intensificazione della costruzione delle case sparse aumenta nel territorio a partire dal secolo scorso. Nel caso di Campedello si arriva al frazionamento delle già esistenti abitazioni, nonché alla predisposizione di nuove aree per la coltivazione.
Vi è un'altra motivazione che ha spinto, nel corso del secolo scorso, alla frammentazione delle abitazioni delle contrade di Ferrara di Monte Baldo, che ha interessato anche la contrada di riferimento, ovvero il perfezionamento dell'allevamento e dell'attività casearia.

## Monumenti e luoghi di interesse

### Architetture civili
Ciò che caratterizzava le abitazioni della contrada Campedel era la loro funzione di accogliere in un'unica struttura tutto quello di cui necessitavano i contadini. Inizialmente per la loro costruzione si sceglievano blocchi di roccia calcarea. Questo materiale andava a caratterizzare non solo le strutture degli edifici della zona in questione, ma veniva utilizzato in generale per l'edilizia dell'area del Monte Baldo; infatti il territorio ne era ricco.

### Architetture pubbliche
Campedello, come ogni frazione del comune di Ferrara di Monte Baldo, possiede una fontana. Essa, una fontana lavatoio, si trova al centro della contrada ed è stata costruita negli anni '60 del Novecento.

## Società

### Evoluzione demografica
La parcellizzazione delle proprietà abitative avvenuta durante il XVIII secolo ha determinato, nei decenni successivi, una condizione in cui un piccolo territorio come quello di Campedello era in mano a tanti piccoli proprietari. Questo ha provocato una chiusura della società che si è vista vorticare nei problemi che da tempo erano connessi alla marginalità del territorio.
La conseguenza è stata l'inadempimento alle sollecitazioni che provenivano dalla cultura urbana e dalla moderna industria economica prealpina. Altra conseguenza è stato il decadimento delle edificazioni più datate del territorio della contrada. Questo non ha interessato solo Campedello, ma anche contrade con una realtà sociale simile, soprattutto quelle poste ad elevate altitudini.
I dati del 1893 dimostrano come a Campedello la popolazione residente sfiorasse i 60 abitanti, che nel corso degli anni sono diminuiti drasticamente. La causa sta nell'isolamento in cui si trova la contrada, sia territoriale sia sociale, che non ha fatto fronte alle esigenze di cambiamento dei modelli di vita degli abitanti. Essi, dunque, durante la seconda metà del Novecento sono emigrati in flussi esponenziali.
Questa è stata la sorte di moltissime località sopra i 400 metri di altitudine, ma il comune del Monte Baldo che maggiormente ha risentito di questa situazione è stato Ferrara.
Ad oggi, secondo i dati Istat, gli abitanti della contrada Campedel sono quattro, due uomini e due donne.